# لارنتاوات
اللارنتاوات (الاسم العلمي: Larentiinae) هي أسرة من الحشرات تتبع الفصيلة الأرفية من رتبة حرشفيات الأجنحة.

## التصنيف
- الأوبثكياوية
  - الأوبثكية